# Llista de bisbes de Tui-Vigo
Els bisbes de Tui, des d'ençà el 1959 bisbes de Tui-Vigo per l'elevació de l'església de Santa Maria a cocatedral i segona seu del bisbe amb la catedral de Santa Maria de Tui, són els prelats que han governat la diòcesi de Tui, situada a Galícia. Es té notícia de la presència documental de bisbes a la localitat de Tui des d'almenys el segle iv, si bé les llegendes la funden al segle I amb els relats dels sants llegendaris Epitaci i Evasi. Els bisbes d'aquesta diòcesi es van traslladar uns anys a Iria Flavia fins a l'any 915 a causa de la invasió i destrucció de Tui en mans dels musulmans, i durant més de mig segle no van haver-hi titulars en quedar annexionada entre 1024 i 1071 a l'arxidiòcesi de Santiago de Compostel·la.
La numeració del llistat segueix la de l'episcopologi oficial del bisbat de Tui-Vigo.
| Núm.                                                                              | Titular                               | Període         | Nota                                   |
| --------------------------------------------------------------------------------- | ------------------------------------- | --------------- | -------------------------------------- |
| 1                                                                                 | Epitaci                               | Segle I         |                                        |
| 2                                                                                 | Evasi                                 | Segle I         |                                        |
| Bisbes documentats des d'ençà el segle iv.                                        |                                       |                 |                                        |
| 3                                                                                 | Anila                                 | ca. 568-576     |                                        |
| 4                                                                                 | Neufila                               | ca. 576-589     |                                        |
| 5                                                                                 | Garding                               | ca. 589-600     |                                        |
| 6                                                                                 | Anastasi                              | ca. 628-643     |                                        |
| 7                                                                                 | Adimir                                | ca. 643-650     |                                        |
| 8                                                                                 | Beat                                  | ca. 650-656     |                                        |
| 9                                                                                 | Genitiu                               | ca. 656-681     |                                        |
| 10                                                                                | Oppa                                  | ca. 681-686     |                                        |
| 11                                                                                | Adelfi                                | ca. 686-700     |                                        |
| Traslladat de la seu a Iria Flavia a causa de la invasió musulmana.               |                                       |                 |                                        |
| 12                                                                                | Diego                                 | ca. 882-906     |                                        |
| 13                                                                                | Branderico                            | ca. 912-914     |                                        |
| 14                                                                                | Hermogi                               | ca. 915-926     |                                        |
| 15                                                                                | Naustio                               | ca. 926-932     |                                        |
| 16                                                                                | Oveco                                 | ca. 932-936     |                                        |
| 17                                                                                | Vimara                                | 936-948         |                                        |
| 18                                                                                | Baltario                              | 948-951         |                                        |
| 19                                                                                | Viliulfo                              | 952-1003        |                                        |
| 20                                                                                | Pelayo                                | Inicis segle XI |                                        |
| 21                                                                                | Alfonso I                             | ca. 1022        |                                        |
| 22                                                                                | Suero Bermúdez                        | 1022-1024       |                                        |
| Annexió a l'arxidiòcesi de Santiago de Compostel·la entre 1024 i 1071.            |                                       |                 |                                        |
| 23                                                                                | Jorge                                 | 1071-1072       |                                        |
| 24                                                                                | Aderico                               | 1072-1098       |                                        |
| 25                                                                                | Alfonso II                            | 1099-1130       |                                        |
| 26                                                                                | Pelayo Meléndez                       | 1131-1155       |                                        |
| 27                                                                                | Isidoro                               | 1156-1167       |                                        |
| 28                                                                                | Juan I                                | 1168-1173       |                                        |
| 29                                                                                | Beltrán                               | 1174-1187       |                                        |
| 30                                                                                | Pedro I                               | 1188-1205       |                                        |
| 31                                                                                | Suero                                 | 1206-1215       |                                        |
| 32                                                                                | Juan Pérez                            | 1215-1217       |                                        |
| 33                                                                                | Esteban Egea                          | 1218-1239       |                                        |
| 34                                                                                | Lucas                                 | 1239-1249       |                                        |
| 35                                                                                | Gil Pérez de Cerveira                 | 1250-1274       |                                        |
| 36                                                                                | Nuño Pérez                            | 1274-1277       |                                        |
| 37                                                                                | Fernando Arias                        | 1278-1285       |                                        |
| 38                                                                                | Juan Fernández de Sotomayor           | 1286-1323       |                                        |
| 39                                                                                | Bernardo Guido                        | 1323-1324       |                                        |
| 40                                                                                | Simón                                 | 1324-1327       |                                        |
| 41                                                                                | Rodrigo Ibáñez                        | 1328-1335       |                                        |
| 42                                                                                | García                                | 1335-1348       |                                        |
| 43                                                                                | Gómez Prego                           | 1349-1351       |                                        |
| 44                                                                                | Juan de Castro                        | 1351-1385       |                                        |
| 45                                                                                | Diego de Anaya y Maldonado            | 1385-1390       |                                        |
| 46                                                                                | Juan Ramírez de Guzmán                | 1390-1394       |                                        |
| 47                                                                                | Juan Fernández de Sotomayor           | 1394-1423       |                                        |
| 48                                                                                | Rodrigo de Torres                     | 1427-1430       |                                        |
| 49                                                                                | Juan de Cervantes                     | 1430-1438       | Administrador apostòlic                |
| 50                                                                                | García Martínez de Bahamonde          | 1439-1441       |                                        |
| 51                                                                                | Luis Pimentel                         | 1442-1447       |                                        |
| 52                                                                                | Rodrigo de Vergara                    | 1447-1472       |                                        |
| 53                                                                                | Diego de Muros                        | 1472-1487       |                                        |
| 54                                                                                | Pere Beltran                          | 1488-1505       |                                        |
| Seu vacant a causa de la negativa dels Reis Catòlics a nomenar Juan de Sepúlveda. |                                       |                 |                                        |
| 55                                                                                | Martín Zurbano                        | 1515-1516       |                                        |
| 56                                                                                | Luis Marliano                         | 1517-1521       |                                        |
| 57                                                                                | Pedro Sarmiento                       | 1523-1525       |                                        |
| 58                                                                                | Pedro González Manso                  | 1525-1526       |                                        |
| 59                                                                                | Diego de Avellaneda                   | 1526-1537       |                                        |
| 60                                                                                | Juan de Remia                         | 1537            |                                        |
| 61                                                                                | Sebastián Ramírez de Fuenleal         | 1538-1540       |                                        |
| 62                                                                                | Miguel Muñoz                          | 1540-1547       |                                        |
| 63                                                                                | Juan de San Millán                    | 1548-1564       |                                        |
| 64                                                                                | Diego de Torquemada                   | 1564-1582       |                                        |
| 65                                                                                | Juan Cayetano                         | 1582            |                                        |
| 66                                                                                | Bartolomé Molino                      | 1583-1589       |                                        |
| 67                                                                                | Bartolomé de la Plaza                 | 1589-1597       |                                        |
| 68                                                                                | Francisco de Tolosa                   | 1597-1600       |                                        |
| 69                                                                                | Francisco Terrones del Caño           | 1601-1608       |                                        |
| 70                                                                                | Prudencio de Sandoval                 | 1608-1612       |                                        |
| 71                                                                                | Juan García de Valdemora              | 1612-1620       |                                        |
| 72                                                                                | Pedro de Herrera                      | 1622-1630       |                                        |
| 73                                                                                | Pedro de Moya y Arjona                | 1631            |                                        |
| 74                                                                                | Diego de Vela                         | 1632-1635       |                                        |
| 75                                                                                | Diego de Arce y Reinoso               | 1636-1638       |                                        |
| 76                                                                                | Diego Rueda y Rico                    | 1639            |                                        |
| 77                                                                                | Antonio de Guzmán y Cornejo           | 1641-1642       |                                        |
| 78                                                                                | Diego Martínez Zarzosa                | 1644-1649       |                                        |
| 79                                                                                | Juan López de Vega                    | 1649-1656       |                                        |
| 80                                                                                | Miguel Ferrer                         | 1657-1659       |                                        |
| 81                                                                                | Juan de Villamar                      | 1660-1666       |                                        |
| 82                                                                                | Antonio Fernández del Campo y Angulo  | 1666-1668       |                                        |
| 83                                                                                | Bernardino León de la Roca            | 1668-1673       |                                        |
| 84                                                                                | Simón García Pedrejón                 | 1674-1682       |                                        |
| 85                                                                                | Alfonso Galaz Torrero                 | 1682-1688       |                                        |
| 86                                                                                | Anselmo Gómez de la Torre             | 1690-1721       |                                        |
| 87                                                                                | Fernando Ignacio de Arango y Queipo   | 1721-1745       |                                        |
| 88                                                                                | José Larumbe y Malli                  | 1745-1751       |                                        |
| 89                                                                                | Juan Manuel Rodríguez Castañón        | 1752-1769       |                                        |
| 90                                                                                | Antonio Fernández Tovar               | 1770            |                                        |
| 91                                                                                | Lucas Ramírez Galán                   | 1771-1774       |                                        |
| 92                                                                                | Diego Ferández Angulo                 | 1775-1796       |                                        |
| 93                                                                                | Juan García Benito                    | 1797-1825       |                                        |
| 94                                                                                | Francisco García-Cesarrubios y Melgar | 1825-1855       |                                        |
| 95                                                                                | Telmo Maceira y Pazos                 | 1855-1864       |                                        |
| 96                                                                                | Ramón García y Antón                  | 1865-1876       |                                        |
| 97                                                                                | Juan María Valera Nacarino            | 1876-1882       |                                        |
| 98                                                                                | Fernando Hue y Gutiérrez              | 1882-1894       |                                        |
| 99                                                                                | Valeriano Menéndez Conde              | 1894-1914       |                                        |
| 100                                                                               | Leopoldo Eijo y Garay                 | 1914-1917       |                                        |
| 101                                                                               | Manuel Lago y González                | 1917-1923       |                                        |
| 102                                                                               | Manuel María Vidal y Boullón          | 1924-1929       |                                        |
| 103                                                                               | Antonio García y García               | 1930-1938       | Entre 1938 i 1944 és administrador.    |
| 104                                                                               | José López Ortiz                      | 1944-1969       | Primer bisbe de Tui-Vigo               |
| 105                                                                               | José Delicado Baeza                   | 1969-1975       |                                        |
| 106                                                                               | José Cerviño Cerviño                  | 1976-1996       | Entre 1975-76 i 1996 és administrador. |
| 107                                                                               | José Diéguez Reboredo                 | 1996-2010       |                                        |
| 108                                                                               | Luis Quinteiro Fiuza                  | 2010-2024       |                                        |
| 109                                                                               | Antonio Valín Valdés                  | 2024-Avui       |                                        |